# Kinema Citrus
Kinema Citrus Co., Ltd. (株式会社キネマシトラス Kabushiki-gaisha Kinema Shitorasu?) es un estudio de animación japonés , fundada el 3 de marzo de 2008 con sede en Suginami, Tokio. Sus directores comerciales son Muneki Ogasawara, Yuichiro Matsuka y Masaki Tachibana. 
Entre sus trabajos notables se incluyen Tokyo Magnitude 8.0 (coproducción con BONES), .hack//Quantum (una serie de 3 OVAs) , la adaptación animada de las serie de manga Black Bullet, Barakamon(ambas en 2014), Made in Abyss (2017) y Tate no Yūsha no Nariagari (2019)

## Historia
Kinema Citrus nació de la mano de Munaki Ogasawara en marzo de 2008, cuando este era guionista en Production I.G .El estudio en sus inicios contó con Yuichiro Matsuka(un productor de Bandai Visual),Tachibana Masaki(Director),y Koichi Arai(Animador).En el año 2013 Matsuka dejó la compañía y fundó 3Hz. 
El 12 de diciembre de 2019, Kinema Citrus anunció que Kadokawa y Bushiroad adquirieron cada uno de ellos un total del 31,8% de la empresa. Las tres compañías anunciaron previamente una asociación en el mismo año para la creación de diferentes animes, y una de las razones del acuerdo se debió a esa asociación.

## Producción

### Series de televisión
| Año  | Título                                         | Director(es)                    | Fecha de primera transmisión | Fecha de última transmisión | Eps. | Notas | Refs.         |
| ---- | ---------------------------------------------- | ------------------------------- | ---------------------------- | --------------------------- | ---- | --- | ------------- |
| 2009 | Higepiyo                                       | Atsushi Takeyama                | 3 de abril de 2009           | 26 de febrero de 2010       | 39   | Adaptación del manga escrito e ilustrado por Risa Itō.                                                                 |               |
| 2009 | Tokyo Magnitude 8.0                            | Masaki Tachibana                | 9 de julio de 2009           | 17 de septiembre de 2009    | 11   | Historia original. Coproducción con BONES.                                                                             | [ 3 ]         |
| 2012 | Code:Breaker                                   | Yasuhiro Irie                   | 7 de octubre de 2012         | 30 de diciembre de 2012     | 13   | Adaptación del manga escrito e ilustrado por Akimine Kamijyo.                                                          |               |
| 2012 | Oshiri Kajiri Mushi                            | Masayuki Kojima Pon Kozutsumi   | 7 de octubre de 2012         | 7 de diciembre de 2015      | 72   | Una serie de anime infantil basada en una canción infantil japonesa.                                                   |               |
| 2013 | Yuyushiki                                      | Kaori                           | 9 de abril de 2013           | 26 de junio de 2013         | 12   | Adaptación del manga yonkoma escrito e ilustrado por Komata Mikami.                                                    |               |
| 2014 | Black Bullet                                   | Masayuki Kojima                 | 8 de abril de 2014           | 1 de julio de 2014          | 13   | Adaptación de las novelas ligeras escritas por Shiden Kanzaki e ilustradas por Saki Ukai. Coproducción con Orange.     | [ 4 ]         |
| 2014 | Barakamon                                      | Masaki Tachibana                | 6 de julio de 2014           | 27 de septiembre de 2014    | 12   | Adaptación del manga escrito e ilustrado por Satsuki Yoshino.                                                          | [ 5 ]         |
| 2015 | Gochūmon wa Usagi Desu ka??                    | Hiroyuki Hashimoto              | 10 de octubre de 2015        | 26 de diciembre de 2015     | 12   | Adaptación del manga escrito e ilustrado por Koi. Coproducción con White Fox.                                          |               |
| 2016 | Norn9                                          | Takao Abo                       | 7 de enero de 2016           | 31 de marzo de 2016         | 12   | Adaptación del videojuego desarrollado por Otomate. Coproducción con Orange.                                           |               |
| 2016 | Kuma Miko                                      | Kiyoshi Matsuda                 | 3 de abril de 2016           | 19 de junio de 2016         | 12   | Adaptación del manga escrito e ilustrado por Masume Yoshimoto. Coproducción con EMT Squared.                           |               |
| 2016 | Shakunetsu no Takkyū Musume                    | Yasuhiro Irie                   | 3 de octubre de 2016         | 19 de diciembre de 2016     | 12   | Adaptación del manga escrito e ilustrado por Yagura Asano.                                                             |               |
| 2017 | Made in Abyss                                  | Masayuki Kojima                 | 7 de julio de 2017           | 29 de septiembre de 2017    | 13   | Adaptación del manga escrito e ilustrado por Akihito Tsukushi.                                                         | [ 6 ]         |
| 2018 | Shōjo Kageki Revue Starlight                   | Tomohiro Furukawa               | 12 de julio de 2018          | 27 de septiembre de 2018    | 12   | Basada en una franquicia de medios japonesa creada por Bushiroad y Nelke Planning.                                     |               |
| 2019 | Tate no Yūsha no Nariagari                     | Takao Abo                       | 9 de enero de 2019           | 26 de junio de 2019         | 25   | Adaptación de las novelas ligeras escritas por Aneko Yusagi e ilustradas por Minami Seira.                             | [ 7 ]         |
| 2020 | Show By Rock!! Mashumairesh!!                  | Seung Hui Son                   | 9 de enero de 2020           | 26 de marzo de 2020         | 12   | Secuela de Show by Rock!!.                                                                                             |               |
| 2021 | Show by Rock!! Stars!!                         | Takahiro Ikezoe Daigo Yamagishi | 7 de enero de 2021           | 25 de marzo de 2021         | 12   | Secuela de Show By Rock!! Mashumairesh!!.                                                                              |               |
| 2021 | Cardfight!! Vanguard overDress                 | Ken Mori                        | 3 de abril de 2021           | 28 de diciembre de 2021     | 25   | Basada en una franquicia de medios japonesa creada por Akira Itō, Satoshi Nakamura, Mitsuhisa Tamura y Takaaki Kidani. |               |
| 2022 | Tate no Yūsha no Nariagari Season 2            | Masato Jinbo                    | 6 de abril de 2022           | 29 de junio de 2022         | 13   | Secuela de Tate no Yūsha no Nariagari. Coproducción con DR Movie.                                                      | [ 8 ] [ 9 ]   |
| 2022 | Cardfight!! Vanguard will+Dress                | Ken Mori Ryūtarō Suzuki         | 5 de julio de 2022           | 27 de septiembre de 2022    | 13   | Secuela de Cardfight!! Vanguard overDress.                                                                             |               |
| 2022 | Made in Abyss: Retsujitsu no Ōgonkyou          | Masayuki Kojima                 | 6 de julio de 2022           | 28 de septiembre de 2022    | 12   | Secuela de Made in Abyss Movie 3: Fukaki Tamashii no Reimei.                                                           |               |
| 2023 | Cardfight!! Vanguard will+Dress Season 2       | Ken Mori Ryūtarō Suzuki         | 13 de enero de 2023          | 31 de marzo de 2023         | 12   | Secuela de Cardfight!! Vanguard will+Dress.                                                                            |               |
| 2023 | Watashi no Shiawase na Kekkon                  | Takehiro Kubota                 | 5 de julio de 2023           | 20 de septiembre de 2023    | 12   | Adaptación de las novelas ligeras escritas por Akumi Agitogi e ilustradas por Tsukiho Tsukioka.                        | [ 10 ]        |
| 2023 | Cardfight!! Vanguard will+Dress Season 3       | Ken Mori Ryūtarō Suzuki         | 7 de julio de 2023           | 29 de septiembre de 2023    | 13   | Secuela de Cardfight!! Vanguard will+Dress Season 2.                                                                   |               |
| 2023 | Tate no Yūsha no Nariagari Season 3            | Hitoshi Haga                    | 6 de octubre de 2023         | 22 de diciembre de 2023     | 12   | Secuela de Tate no Yūsha no Nariagari Season 2.                                                                        | [ 11 ] [ 12 ] |
| 2024 | Cardfight!! Vanguard DivineZ                   | Taku Yamada                     | 12 de enero de 2024          | 19 de abril de 2024         | 13   | Secuela de Cardfight!! Vanguard will+Dress Season 3.                                                                   | [ 13 ]        |
| 2024 | Cardfight!! Vanguard DivineZ Season 2          | Taku Yamada                     | 6 de julio de 2024           | 12 de octubre de 2024       | 13   | Secuela de Cardfight!! Vanguard DivineZ.                                                                               | [ 14 ]        |
| 2025 | Watashi no Shiawase na Kekkon 2nd Season       | Takehiro Kubota Masayuki Kojima | 6 de enero de 2025           | 31 de marzo de 2025         | 13   | Secuela de Watashi no Shiawase na Kekkon.                                                                              | [ 15 ] [ 16 ] |
| 2025 | Cardfight!! Vanguard Divinez Deluxe-hen        | Taku Yamada                     | 11 de enero de 2025          | 19 de abril de 2025         | 13   | Secuela de Cardfight!! Vanguard DivineZ Season 2.                                                                      | [ 17 ]        |
| 2025 | Cardfight!! Vanguard Divinez Deluxe Kesshō-hen | —                               | 5 de julio de 2025           | —                           | —    | Secuela de Cardfight!! Vanguard Divinez Deluxe-hen.                                                                    | [ 18 ]        |
| 2025 | Tate no Yūsha no Nariagari Season 4            | Hitoshi Haga                    | 9 de julio de 2025           | —                           | 12   | Secuela de Tate no Yūsha no Nariagari Season 3.                                                                        | [ 19 ] [ 20 ] |
| 2026 | Sayonara Lara                                  | Takushi Koide                   | —                            | —                           | —    | Historia original. | [ 21 ]        |
| —    | Ninja Skooler                                  | Shunsuke Takarai                | —                            | —                           | —    | Historia original. | [ 21 ]        |

### Películas
| Año  | Título                                           | Director(es)                   | Duración | Notas                                            | Refs.  |
| ---- | ------------------------------------------------ | ------------------------------ | -------- | ------------------------------------------------ | ------ |
| 2009 | Eureka Seven: Pocket ga Niji de Ippai            | Tomoki Kyoda Hiroshi Haraguchi | 115m     | Historia original. Coproducción con BONES.       |        |
| 2019 | Made in Abyss Movie 1: Tabidachi no Yoake        | Masayuki Kojima                | 119m     | Un resumen de la primera mitad de Made in Abyss. |        |
| 2019 | Made in Abyss Movie 2: Hourou Suru Tasogare      | Masayuki Kojima                | 105m     | Un resumen de la segunda mitad de Made in Abyss. |        |
| 2020 | Made in Abyss Movie 3: Fukaki Tamashii no Reimei | Masayuki Kojima                | 105m     | Secuela de Made in Abyss.                        |        |
| 2020 | Shōjo☆Kageki Revue Starlight: Rondo Rondo Rondo  | Tomohiro Furukawa              | 120m     | Un resumen de Shōjo Kageki Revue Starlight.      |        |
| 2021 | Shōjo☆Kageki Revue Starlight Movie               | Tomohiro Furukawa              | 120m     | Secuela de Shōjo Kageki Revue Starlight.         |        |
| 2026 | Made in Abyss: Mezameru Shinpi                   | Masayuki Kojima                | —        | Secuela de Made in Abyss: Retsujitsu no Ōgonkyō. | [ 22 ] |

### OVAs
| Año  | Título                                               | Director(es)      | Fecha de primera transmisión | Fecha de última transmisión | Eps. | Notas                                                                          | Refs.  |
| ---- | ---------------------------------------------------- | ----------------- | ---------------------------- | --------------------------- | ---- | ------------------------------------------------------------------------------ | ------ |
| 2011 | .hack//Quantum                                       | Masaki Tachibana  | 27 de diciembre de 2010      | 25 de marzo de 2011         | 3    | Historia original.                                                             |        |
| 2011 | Eiyuu Densetsu: Sora no Kiseki The Animation         | Masaki Tachibana  | 25 de noviembre de 2011      | 24 de febrero de 2012       | 2    | Basado en un videojuego de rol desarrollado por Nihon Falcom.                  |        |
| 2012 | Marimo no Hana: Saikyou Butouha Shougakusei Densetsu | Akitoshi Yokoyama | 18 de marzo de 2012          | 18 de marzo de 2012         | 1    | Adaptación del manga escrito por Yasushi Akimoto e ilustrado por Yuuko Kasumi. |        |
| 2012 | Nagareboshi Lens                                     | Natsuko Takahashi | 18 de marzo de 2012          | 18 de marzo de 2012         | 1    | Adaptación del manga escrito e ilustrado por Mayu Murata.                      |        |
| 2016 | Under the Dog                                        | Masahiro Andō     | 1 de agosto de 2016          | 1 de agosto de 2016         | 1    | Historia original. Coproducción con Orange.                                    | [ 23 ] |
| 2017 | Yuyushiki: Komarasetari, Komarasaretari              | Kaori             | 22 de febrero de 2017        | 22 de febrero de 2017       | 1    | Adaptación del manga escrito e ilustrado por Komata Mikami.                    |        |

### ONAs
| Año  | Título                                | Director(es)    | Fecha de primera transmisión | Fecha de última transmisión | Eps. | Notas | Refs.  |
| ---- | ------------------------------------- | --------------- | ---------------------------- | --------------------------- | ---- | --- | ------ |
| 2011 | Busou Shinki Moon Angel               | Masayuki Kojima | 7 de septiembre de 2011      | 26 de enero de 2012         | 10   | Animación creada para coincidir con el lanzamiento del segundo videojuego de PSP, 'Busou Shinki Battle Masters Mk. 2. Coproducción con TNK. |        |
| 2021 | Star Wars: Visions: The Village Bride | Hitoshi Haga    | 22 de septiembre de 2021     | 22 de septiembre de 2021    | 9    | Antología basada en Star Wars. | [ 24 ] |